# Ramisyllis kingghidorahi
Ramisyllis kingghidorahi — вид багатощетинкових червів родини Syllidae. Описаний у 2022 році.

## Назва
Вид названо на честь кайдзю Короля Гідори — триголового і двохвостого вигаданого монстра, ворога Годзілли.

## Поширення
Населяє прибережні води острова Садо на заході Японії на глибині близько 15 м. Мешкає у внутрішніх каналах губки з роду Petrosia sp.

## Опис
R. kingghidorahi володіє сегментованим циліндричним тілом, яке демонструє багатоосьове розгалуження, що описується як «дендритне» або «деревоподібне». Перше розгалуження формується після 14-24 сегмента. Всі гілки однакового діаметру.